# Gauliga

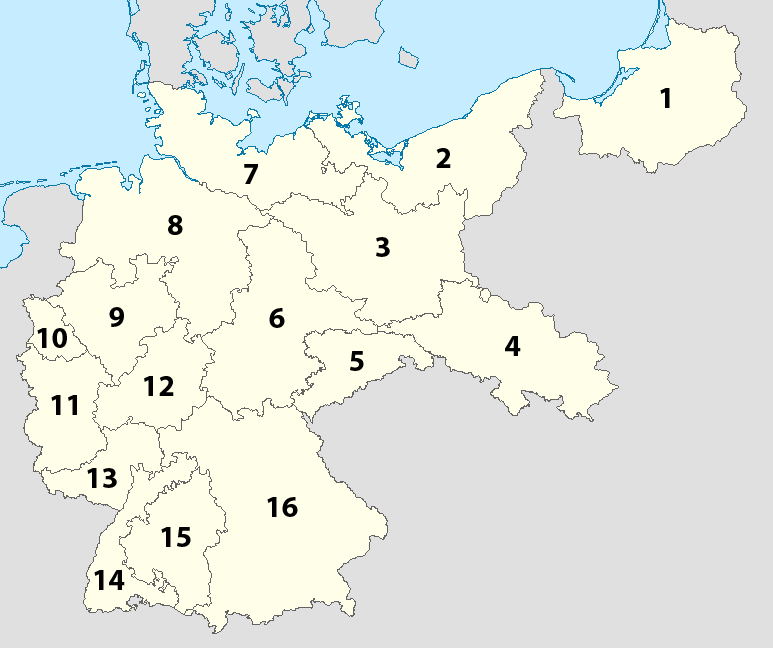
Gauliga var indelad i 16 distrikt

Gauliga var den högsta ligan inom tysk fotboll mellan åren 1934 och 1945. 
Ligorna introducerades 1933 efter att nazisterna hade tagit makten över Deutscher Reichsausschuss für Leibesübungen (DRA) och omorganiserat paraplyorganisationen till Nationalsocialistiska riksförbundet för fysisk träning i Tredje riket.
Gauliga är ett sammansatt ord av Gau, vilket betyder landskap eller område i det tysktalande Europa, och liga, i plural Gauligen. Namnet används inte inom tysk fotboll idag, främst för dess koppling till nazismen, men inom vissa sporter förekommer fortfarande Gauligen, såsom gymnastik och fistboll.

## Bakgrund
Gauligen implementerades i tysk fotboll 1933, i och med det ersattes Bezirksliga som var motsvarigheter under Weimarrepubliken. Den nya ligan fick initialt 16 regionala Gauligen, där somliga även delades in i undergrupperingar. Ligans införande var en del av nazisternas Gleichschaltung vilket hela det tyska samhället genomgick i omstöpningsprocessen (nazifiering). Indelningen gjordes i huvudsak efter de nya Reichsgaue som ersatte de gamla staterna, så som Freistaat Preußen och Bayern, för att få bättre kontroll över landet.
Förändringen blev en besvikelse för flera ledande representanter inom fotbollen, däribland Otto Nerz och Sepp Herberger, ledare för Tysklands nationella lag. De ville istället se en enhetlig högsta tävlingsliga som omfattade hela Tyskland, en Reichsliga, som italienska Serie A och engelska The Football League. Frågan om en nationell, proffsliga hade diskuterats och ett datum för när beslut om en sådan skulle fattas var satt till 28-29 maj 1933, men bara fyra veckor innan mötet ställdes det in; en proffsliga och nazistisk ideologi gick inte ihop, men på grund av det dåliga resultatet i världsmästerskapet i fotboll 1938 initierades diskussionen om en nationell liga på nytt utan att komma till resultat på grund av krigsutbrottet 1939.

## Tidslinje
Tidslinjen nedan visar de tidsintervall som de olika Gauligen existerade. Informationen om säsong 1944/45 är knapphändig; i och med att krigslyckan vände började den tyska staten falla samman och Nazityskland förlora områden till ockupationsmakter. 